# Maxe Baumann aus Berlin
Maxe Baumann aus Berlin ist der achte und letzte Schwank der Maxe-Baumann-Reihe aus dem Jahr 1987.

## Handlung
Maxe Baumann hat einen jüngeren Bruder Fritz. Diese sind total zerstritten und sollen sich endlich mal versöhnen.
Einfach ist so eine Streitbegrabung nicht, denn der Familienstreit geht schon mehrere Jahre, wenn nicht schon Jahrzehnte. Erschwert wird alles noch durch Erna Mischke, die wieder einmal beim Schlichten mitmischen will.
Durch einen Strafzettel aufgrund von Falschparkens zerstreiten sich auch Maxe und Erna. Dabei hatte Erna ihn doch fast für den Festumzug zur 750-Jahr-Feier von Berlin ausgewählt. Er sollte die Rolle des Hauptmanns von Köpenick spielen.
Doch statt Maxe will sie nun Bruder Fritz Baumann für die Rolle des Hauptmanns von Köpenick haben. Das bringt Maxe zur Weißglut. So etwas kann er nicht so einfach auf sich sitzen lassen.
Maxe Baumanns Enkel Jens Baumann, der inzwischen mit Constanze verheiratet ist und mit ihr Zwillinge hat, hat unterdessen ganz andere Probleme mit der Familie. Er ist total eifersüchtig auf Udo Baumann, den Sohn von Fritz Baumann. Diesem unterstellt er, in Constanze verliebt zu sein. Er kann sich auch vorstellen, dass noch mehr zwischen den beiden abläuft.
Außerdem steht die Einschulung samt Feier für die beiden Zwillinge an. Doch bei diesem Anlass kommt es schon vorher zum Debakel: Constanze lädt heimlich hinter Jens Baumanns Rücken auch Udo zur Einschulungsfeier ein. Jens ist davon natürlich wenig begeistert und wird stocksauer, als er es mitbekommt.
Die Familienverhältnisse bessern sich aber später wieder, am Ende können alle Streite geschlichtet werden, die Familie kann in Frieden die Einschulungsfeier und die 750-Jahr-Feier Berlins begehen.

## Hintergründe
Der Film wurde im Sommer 1986 in Ost-Berlin und Umgebung als Revue-Special gedreht. Er wurde am 1. Mai 1987 im 1. Programm des DDR-Fernsehens erstausgestrahlt.